# Anika Wells
Anika Wells (ur. 11 sierpnia 1985 w City of Brisbane) – australijska polityczka. Członkini Izby Reprezentantów i ministra w gabinecie Anthony’ego Albanese’a.

## Życiorys
Wells urodziła się 11 sierpnia 1985 w City of Brisbane w stanie Queensland. Jej ojciec pochodził z Melbourne, a jej matka urodziła się w Nowej Zelandii, co sprawiło, że Wells posiadała nowozelandzkie obywatelstwo. Zrzekła się go w lutym 2018, aby wystartować w wyborach parlamentarnych w 2019 roku.

### Edukacja i kariera zawodowa
Uczęszczała do szkoły średniej w City of Moreton Bay – Moreton Bay College. Ukończyła studia prawnicze na Griffith University, gdzie zdobyła również dyplom Bachelor of Arts z nauk politycznych. Od 2012 roku posiada uprawnienia do praktykowania prawa.
Przez pięć lat pracowała dla rządu federalnego jako doradczyni. W latach 2014–2019 była prawniczką w firmie Maurice Blackburn, gdzie zajmowała się sprawami dotyczącymi szkód osobistych.

### Działalność polityczna
W 2018 roku wygrała prawybory Australijskiej Partii Pracy w okręgu wyborczym Lilley po ogłoszeniu przez Wayna Swana odejścia na emeryturę. W wyborach parlamentarnych w 2019 roku zdobyła 48 917 głosów i wygrała mandat, zostając najmłodszą kobietą w australijskim parlamencie. 22 lipca 2019 roku wygłosiła swoją pierwszą mowę w Izbie Reprezentantów.
W wyborach parlamentarnych w 2022 roku, ponownie kandydując w okręgu wyborczym Lilley, zdobyła 59 941 głosów, broniąc mandat. Została ministrą sportu i ministrą ds. opieki senioralnej w rządzie Anthoniego Albanese. Funkcje te objęła 1 czerwca 2022, zastępując Richarda Colbecka, który pełnił oba stanowiska w drugim gabinecie Scotta Morrisona.

### Życie prywatne
Pozostaje w związku małżeńskim. Ma trójkę dzieci, w tym bliźnięta.